# قرقره حلزونی
قرقره حلزونی یا فوزه (انگلیسی: Fusee) (از کلمه فرانسوی fusée، سیم پیچیده شده به دور یک دوک) یک قرقره مخروطی شکل با شیار مارپیچی در اطراف آن است که با یک طناب یا زنجیر متصل به بشکه شاه‌فنر ساعت‌های مکانیکی و ساعت‌های قدیمی پیچیده شده است. 

## تاریخچه
این قرقره از قرن پانزدهم تا اوایل قرن بیستم برای بهبود زمان‌سنجی با یکنواخت کردن کشش ناهموار شاه‌فنر در هنگام باز شدن استفاده می‌شد. گاواین بیلی دربارهٔ قرقره حلزونی اظهار داشت: «شاید هیچ مشکلی در مکانیک تا این حد ساده و کامل حل نشده باشد.» منشأ قرقره حلزونی مشخص نیست. بسیاری از منابع به اشتباه اختراع آن را به جیکوب زک، ساعت‌ساز اهل پراگ، در حدود سال ۱۵۲۵ نسبت می‌دهند. اولین ساعت قرقره حلزونی که به‌طور قطعی تاریخ‌گذاری شده است توسط زک در سال ۱۵۲۵ ساخته شد، اما قرقره حلزونی در واقع زودتر، با اولین ساعت‌های فنردار در قرن پانزدهم ظاهر شد. این ایده احتمالاً از ساعت‌سازان سرچشمه نگرفته است، زیرا اولین نمونه شناخته شده در یک بادگیر کمان زنبورکی است که در یک نسخه خطی نظامی در سال ۱۴۰۵ نشان داده شده است. نقاشی‌هایی از قرن پانزدهم توسط فیلیپو برونلسکی و لئوناردو داوینچی قرقره‌های حلزونی را نشان می‌دهد. قدیمی‌ترین ساعت موجود با یک قرقره حلزونی، که اولین ساعت فنردار نیز هست، بورگوندروه (ساعت بورگوندی) است، یک ساعت مجلسی که شمایل‌نگاری آن نشان می‌دهد که برای فیلیپ خوب، دوک بورگوندی در حدود سال ۱۴۳۰ ساخته شده است و در موزه ملی ژرمنی نگهداری می‌شود. کلمه فیوز از fusée فرانسوی و fusata لاتین متاخر، به معنای «دوک پر از نخ» آمده است.
ساعت از دهه ۱۵۰۰ با استاک‌فرید، یک راه حل قبلی برای کاهش تنش شاه‌فنر نسبت به قرقره حلزونی (نزدیک بالا).
فنرها برای اولین بار در قرن پانزدهم برای تأمین انرژی ساعت‌ها به کار گرفته شدند تا آنها را کوچک‌تر و قابل حمل‌تر کنند. این ساعت‌های اولیه فنردار بسیار کم دقت‌تر از ساعت‌های وزنه‌ای بودند. برخلاف وزنه‌ای که بر روی یک طناب قرار می‌گیرد و نیروی ثابتی برای چرخاندن چرخ‌های ساعت وارد می‌کند، نیرویی که یک فنر وارد می‌کند با باز شدن فنر کاهش می‌یابد. سازوکار زمان‌سنجی اولیه چرخ‌دنگ میله‌ای که در همه ساعت‌های اولیه استفاده می‌شد، به تغییرات نیروی محرکه حساس بود؛ بنابراین ساعت‌های اولیه فنردار در طول دوره کار خود با باز شدن شاه‌فنر، کند می‌شدند و باعث زمان‌سنجی نادرست می‌شدند. این مشکل را عدم برابرزمانی (ایزوکرونیسم) می‌گویند.
دو راه حل برای این مشکل با اولین ساعت‌های فنردار ظاهر شد. ترمز فنر (استک‌فرید) و قرقره حلزونی. استاک‌فرید، یک جبران‌کننده بادامک خام، اصطکاک زیادی را اضافه کرد و پس از کمتر از یک قرن کنار گذاشته شد. قرقره حلزونی یک ایده بسیار ماندگارتر بود. با حرکت ساعت، شکل مخروطی قرقره حلزونی به‌طور مداوم مزیت مکانیکی کشش شاه‌فنر را تغییر می‌داد و نیروی کاهش فنر را جبران می‌کرد. ظاهراً ساعت‌سازان به صورت تجربی شکل صحیح قرقره حلزونی را کشف کردند که یک مخروط ساده نیست بلکه یک هذلولی‌گون است. اولین قرقره‌های حلزونی بلند و باریک بودند، اما مدل‌های بعدی شکل فشرده‌تر و جمع و جورتری دارند. قرقره‌های حلزونی به روش استاندارد برای به دست آوردن نیروی ثابت از یک شاه‌فنر تبدیل شدند که در بیشتر ساعت‌ها و ساعت‌های فنری در هنگام ظهور در قرن هفدهم استفاده می‌شدند.